# Agrocybe pediades
Agrocybe pediades es una especie de hongos basidomicetos del género Agrocybe de la familia Strophariaceae.

## Sinónimos
- Agaricus arenicola Berk. 1843	tris is alucinógeno
- Agaricus pediades Fr. 1821
- Agaricus pumilus var. semiorbicularis  (Bull.) Pers. 1828
- Agaricus semiorbicularis Bull. 1789
- Agaricus temulentus Fr. 1821
- Agrocybe arenaria Singer 1978
- Agrocybe arenicola Singer 1936
- Agrocybe pediades var. pediades (Fr.) Fayod 1889
- Agrocybe semiorbicularis (Bull.) Fayod 1889
- Agrocybe subpediades (Murrill) Watling 1977
- Agrocybe temulenta (Fr.) P.D. Orton 1960
- Agrocybe temulenta (Ricken) Singer 1936
- Hylophila semiorbicularis (Bull.) Quél. 1888
- Naucoria arenaria Peck 1913
- Naucoria pediades (Fr.) Pat. 1891
- Naucoria semiorbicularis (Bull.) Quél. 1872
- Naucoria subpediades Murrill 1942
- Naucoria temulenta (Fr.) P. Kumm. 1871
- Naucoria vervacti Ricken (1915)
- Nolanea pediades (Fr.) Sacc. 1887
- Pseudodeconica semiorbicularis (Bull.) Overeem 1927
- Simocybe pediades (Fr.) Karsten 1879 (sinónimo)
- Simocybe semiorbicularis (Bull.) Karsten 1879